# Антология III (ФСБ)
Диск и касета на ФСБ, 1999 (общо три части)
Част 3 (описът се отнася за диска):
1. Игра на въже
2. Вълче време
3. Безсъница
4. Динамика
5. Протегнах две ръце
6. Песен, концертно изпълнение
7. Зимна къща
8. Пътуване
9. В средата
10. Калейдоскоп
11. Обичам те дотук[1]
12. Кълбото

Вариантът „компактдиск“ съдържа и мултимедийна част с филм за групата и клипове (макар че техническото ѝ изпълнение не е съвсем задоволително, например на първия диск липсва единият аудиоканал).
- „Антология I“
- „Антология II“